# Helene Kröller-Müller
Helene Emma Laura Juliane Kröller-Müller (Essen, 11 februari 1869 – Otterlo, 14 december 1939) was een van de eerste vrouwen in Europa die een grote kunstcollectie bij elkaar bracht.

## Biografie
Helene Müller werd geboren in het gezin van een Duitse industrieel. Ze trouwde in 1888 met de Nederlandse zakenman en haar vaders zakenpartner Anton Kröller en kreeg met hem vier kinderen. Müller volgde vanaf 1906 lessen kunstbeschouwing bij de kunstcriticus H.P. Bremmer, waarna ze een jaar later kunstwerken ging verzamelen uit de zeventiende eeuw, de tweede helft van de negentiende eeuw en het begin van de twintigste eeuw, waarbij Bremmer een adviserende rol speelde. Ze kocht niet alleen schilderijen en tekeningen (zoals 91 schilderijen en 185 tekeningen van de schilder Vincent van Gogh), maar ook schilder-, beeldhouw-, teken- en prentwerk van Redon, Seurat, Braque, Picasso en Mondriaan. Ook kocht zij kunst uit vroegere perioden, tot in de vijftiende eeuw, zoals Grieks keramiek en schilderijen uit China en Japan. In 1916 betrok het echtpaar de buitenplaats Groot Haesebroek te Wassenaar om er de kunstcollectie onder te brengen en in 1930 lieten zij hier een nieuwe villa bouwen.
In het Kröller-Müller Museum dat in 1938 werd geopend in Nationaal Park De Hoge Veluwe, het voormalige enorme landgoed van het echtpaar, is de kunstverzameling te bewonderen. Haar favoriete schilderijen zijn in een aparte zaal ondergebracht.
Helene Kröller-Müller heeft 30 jaar lang een uitvoerige correspondentie gevoerd met een twintig jaar jongere vertrouweling: de uit Zwolle afkomstige Sam van Deventer. Hij was jongste bediende en later vertegenwoordiger in Bremen van de NV Müller & Co, waar Anton Kröller een van de directeuren was. Hij deelde haar grote belangstelling en zienswijze voor en op de kunst. Er werd wel gesuggereerd dat Van Deventer en Kröller-Müller een verhouding hadden. Haar schoonzoon Paul Bruckmann verweet haar dat ze een buitenechtelijke relatie onderhield met Van Deventer, iets wat leidde tot een tijdelijke breuk tussen moeder en schoonzoon en dochter Helene jr. Hoewel Van Deventer opbiechtte aan Helene Kröller-Müller dat hij verliefd op haar was, en zij jaloers was toen hij ooit een meisje het hof maakte, blijkt uit Eva Rovers' biografie over Kröller-Müller dat zij hoogstwaarschijnlijk altijd trouw is gebleven aan haar man.
Van Deventer trouwde zeven jaar na de dood van Helene op 51-jarige leeftijd. 33 jaar na het overlijden van Helene kreeg hij zijn graf op de Franse Berg, naast Anton en Helene. In de Tweede Wereldoorlog sympathiseerde Van Deventer met de Duitse bezetters en ontving in het jachthuis regelmatig hoge Duitse ambtenaren en militairen.
Behalve de kunstwerken die Sam van Deventer, geïnspireerd door Helene Kröller-Müller, had verzameld, werd na de dood van zijn zoon Rudi ook een kist aan het museum overgedragen. Die kist bevat een groot aantal brieven van Helene aan Sam, veel brieven aan haar vier kinderen en andere correspondentie van het echtpaar Kröller-Müller. Uit de briefwisseling met Sam komt Helene over als een koppige en gedecideerde vrouw die bijzonder moeilijk deed tegen de architecten die een museum moesten ontwerpen. Ludwig Mies van der Rohe stuurde ze de laan uit en met Berlage maakte ze zo vaak ruzie dat hij zelf opstapte. Door veel geld uit te geven aan schilderijen en tekeningen van Van Gogh en deze zowel in haar eigen huis voor publiek ten toon te stellen, als later in verschillende Europese en Amerikaanse steden, droeg ze bij aan diens naamsbekendheid. Rovers' onderzoek toont het grote belang van private kunstverzamelaars voor de kunstwereld aan. Als mecenas gaf Helene de moderne kunst een duw.

## Nazi-sympathieën
In de jaren dertig koesterde Kröller-Müller sympathie voor het nationaalsocialisme. Hoewel ze niet kritiekloos was, zag ze Hitler als de man die haar vaderland weer groot en sterk had gemaakt. In juli 1939 werd zij zelfs voorgesteld aan de Duitse dictator. Van de NSB moest ze minder hebben, hoewel haar zonen Wim en Toon beiden actief lid waren. Zo weigerde zij een verwijzing naar de NSB op de grafsteen van Toon toen deze in juni 1938 overleed als gevolg van een hartaanval toen hij de NSB-krant Volk en Vaderland aan de man bracht.

## Wetenswaardig
In Nationaal Park De Hoge Veluwe ligt ook het Jachthuis St. Hubertus van de hand van architect Berlage. Een groot museum, ontworpen door Berlage, had de kroon op haar werk moeten worden, het is door de economische crisis van de jaren dertig echter nooit gebouwd. Een bescheidener huisvesting is het huidige Kröller-Müller Museum.

## Publicaties
- Brieven aan en van Anthony George Kröller (1862-1941) en Helene Emma Laura Johanna Kröller-Müller (1869-1939) van en aan Willem Jan Mari van Eysinga (1878-1961). - 1922-1941. - 1 omslag[7]
- Beschouwingen over problemen in de ontwikkeling der moderne schilderkunst / H. Kröller-Müller ; ornamenten en bandontwerp: Henry Van de Velde ; uitg. bew. door H. Wilbers. - Maastricht: Leiter-Nypels, 1925. - 259 p. - Beschouwingen gehouden 1923-1924 in opdracht der Haagsche volksuniversiteit aan de hand van schilderĳen harer verzameling. - Letter Erasmus Mediæval. Ook versch. in het Duits: Die Entwicklung der modernen Malerei: ein Wegweiser für Laien. - Leipzig: Klinkhardt & Biermann, 1925 of 1927.

## Film
- Boer, Leo de (2010, i.s.m. Eva Rovers). Helene, a woman between love and art  ( https://web.archive.org/web/20150630191631/https://vimeo.com/96678367 )